# Witte Karpaten

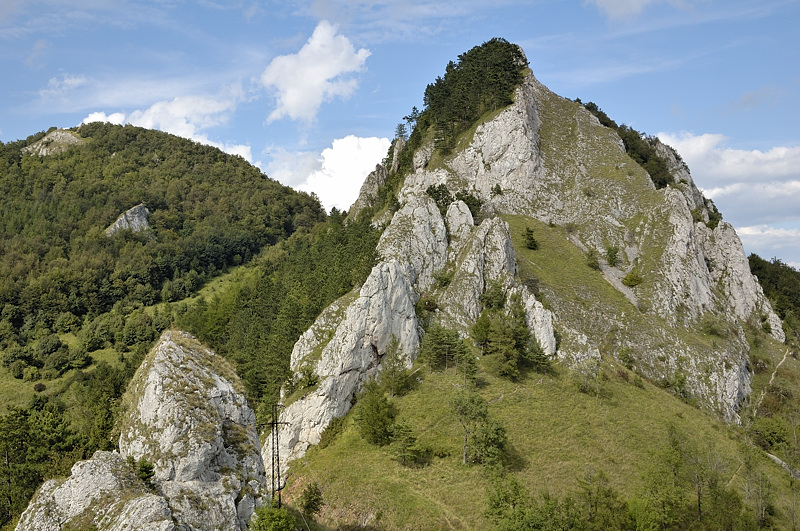
Vršatec

Witte Karpaten (Tsjechisch: Bílé Karpaty) is een middelgebergte gelegen in het grensgebied van Tsjechië en Slowakije. Het is de meest westelijke bergrug van de Karpaten, die een gebied omslaan tot aan Roemenië en Servië. De bergen liggen van zuidwest naar noordoost en is 80 km lang.
De hoogste top van het gebergte is de Javorinà (970 m). Andere toppen zijn de Chmeľová (926 m), Makyta (923 m) en Veľký Lopeník (911 m). De gemiddelde hoogte ligt tussen de 300 en 700 meter.

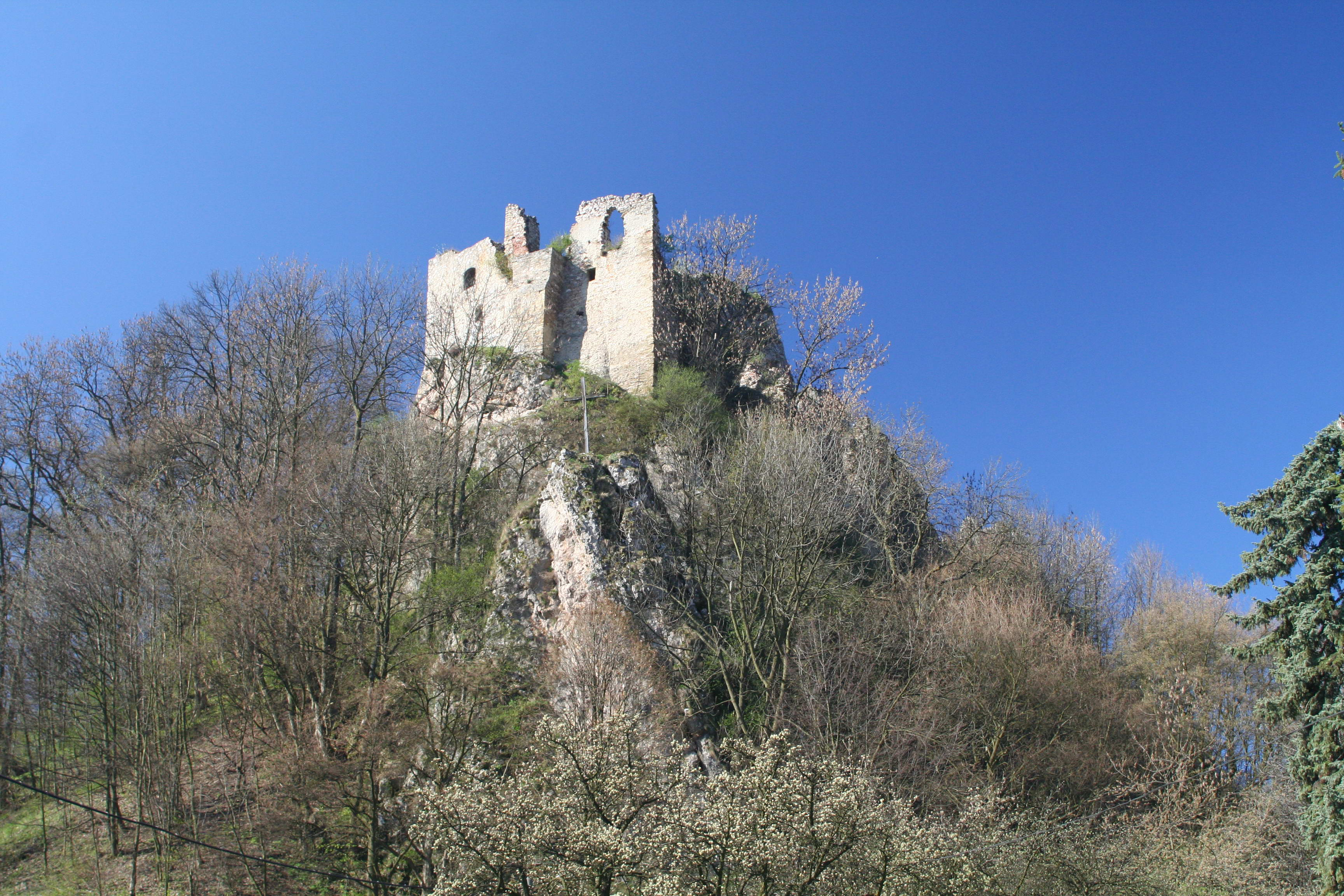
De ruïne van het Lednica kasteel

 In dit gebied is het Lednica kasteel gebouwd, in de Middeleeuwen een van de lastigst in te nemen vestingen. Het is gebouwd in de 13e eeuw en de zetel van het gelijknamige staatje. Oostenrijkse troepen vernietigden het kasteel aan het begin van de 18e eeuw.

## UNESCO Biosfeerreservaat
Dit gebergte beschikt over een grote natuurlijke rijkdom en is bekend vanwege de orchideeënweiden en heeft tevens beukenbossen, beekjes en bronnetjes, boomgaarden en onkruidrijke akkers. In 1979 werd aan de Slowaakse kant (435 km²) en het jaar daarop aan de Tsjechische kant (715 km²), tot Beschermd Landschapsgebied benoemd (vanwege de uitgestrekte soortenrijke graslanden en natuurlijke loofbossen).
De Tsjechische Witte Karpaten werd in 1996 uitgeroepen tot UNESCO Biosfeerreservaat en in 2000 het Europese Diploma van Beschermde Natuurgebieden. In het gebied komen 53 natuurreservaten voor (van 0,5 ha tot 700 ha in grootte) maar voornamelijk de graslanden worden extra beschermd.
- Gemeinsame Normdatei: 4300377-1
- Nationale Bibliotheek van Tsjechië: ge129114